# Морон (Куба)
Моро́н (исп. Morón) — город и муниципалитет в провинции Сьего-де-Авила, Куба.

## История
Европейцы и креолы начали селиться в этих местах с 1543 года. В 1750 году был основан город.
Во время первой войны за независимость Кубы Морон стал северным пунктом возведённой поперёк острова линии укреплений, предназначенной для сдерживания повстанцев. Для переброски войск и снабжения вдоль линии укреплений была проложена железная дорога, и когда в 1915 году полковник Хосе Тарафа выкупил её и начал железнодорожное строительство на Кубе, то Морон был выбран в качестве штаб-квартиры, что дало толчок развитию города.
В 1970 году население города составляло 29 тыс. человек, здесь действовали сигарная фабрика, предприятия пищевой, кожевенно-обувной промышленности и рыболовный порт.

## Транспорт
Здесь находятся узловая станция, железнодорожные мастерские и депо Кубинской железной дороги.